# Chloroclystis bowringi
Chloroclystis bowringi är en fjärilsart som beskrevs av Louis Beethoven Prout 1958. Chloroclystis bowringi ingår i släktet Chloroclystis och familjen mätare. Inga underarter finns listade i Catalogue of Life.

## Bildgalleri

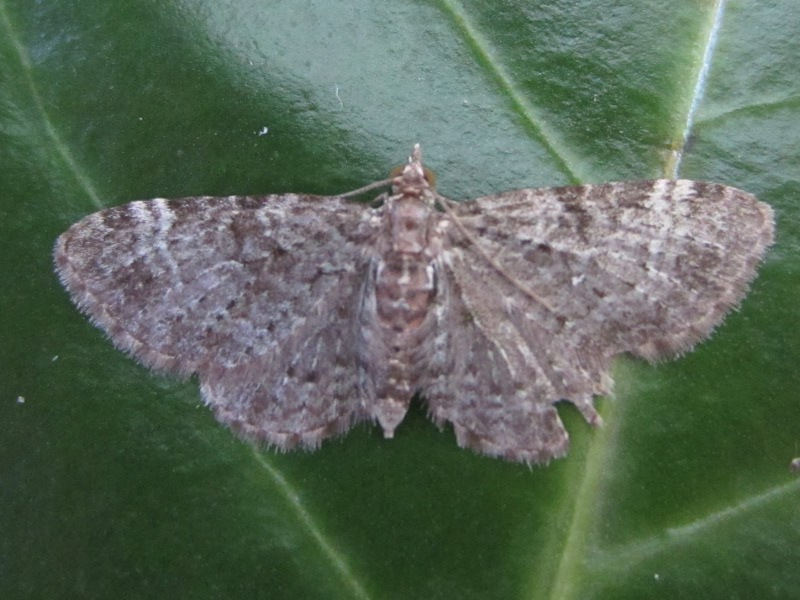